# بنفش
بَنَفش نام رنگی است که در میان دو رنگ ارغوانی و آبی قرار دارد. بنفش از ترکیب رنگ‌های آبی و سرخ به دست می‌آید؛ ولی مقدار آبی آن بیشتر از سرخ است و در موج ۳۸۰ نانومتر تا ۴۵۰ نانومتر قرار دارد.

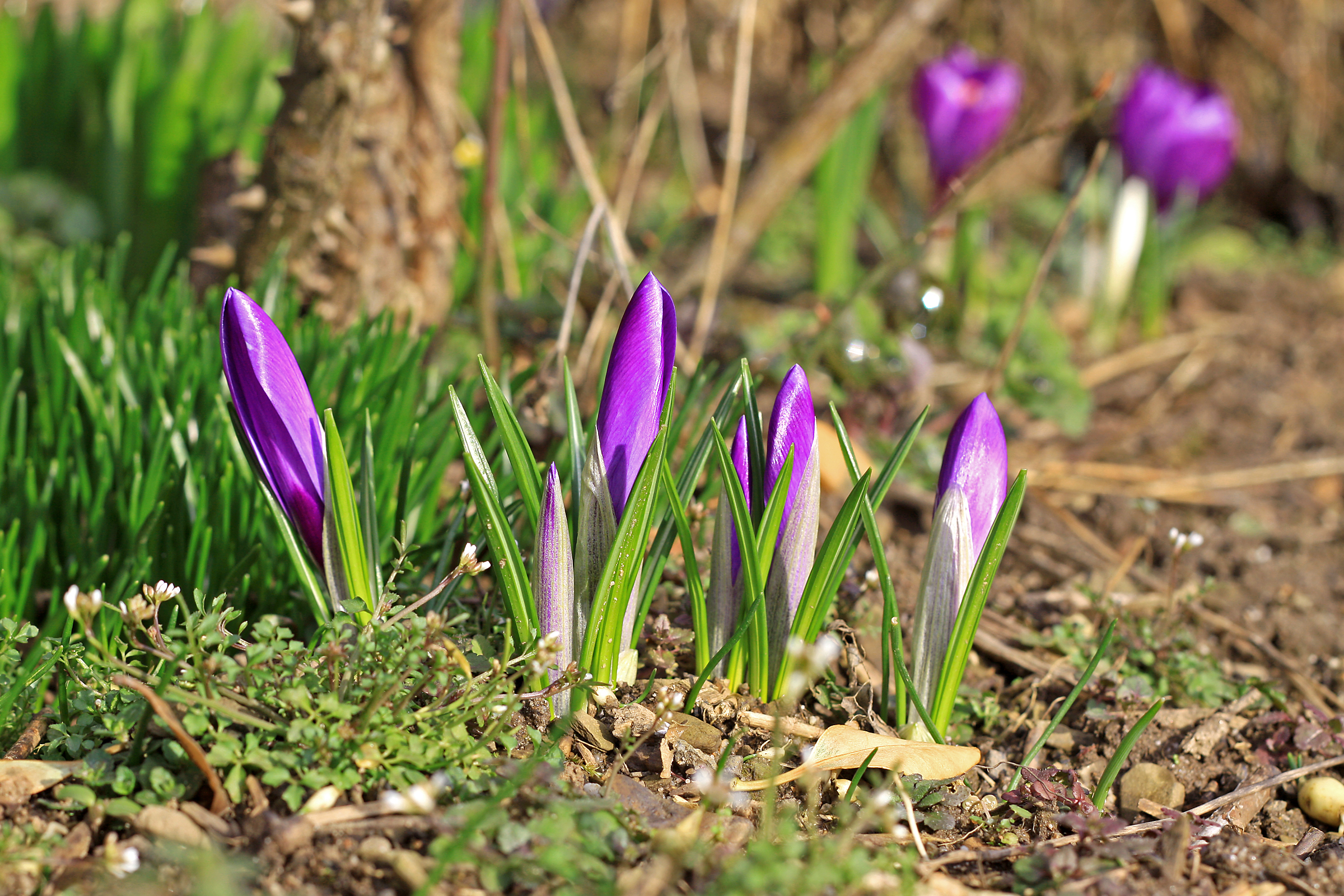
گل زعفران بنفش در حالت بسته

بنفش رابطهٔ نزدیکی با ارغوانی دارد. در اپتیک، بنفش یک رنگ طیفی است (با اشاره به رنگ طول موج‌های مختلف منفرد نور) و ارغوانی رنگ ترکیب‌های مختلفی از نور قرمز و آبی (یا بنفش) است،[۱][۲] که برخی از آنها را انسان‌ها یکسان می‌دانند. در کاربردهای رایج، هر دو به رنگ‌هایی که بین آبی و قرمز وجود دارد اشاره دارند. بنفش به آبی نزدیک‌تر و ارغوانی نزدیک به قرمز است.[۳][۴] به همین ترتیب، در چرخ رنگی نقاشان سنتی، بنفش و ارغوانی هر دو بین آبی و قرمز قرار دارند و بنفش نزدیک به آبی است.
بنفش دارای سابقه طولانی در ارتباط با اصالت و خاندان سلطنتی است، در اصل به‌دلیل اینکه رنگ ارغوانی صوری (Tyrian benafsh) در دوران باستان بسیار گران بود.[۵] امپراتورهای روم نیز مانند امپراتوران بیزانس لباس‌های بنفش می‌پوشیدند. در قرون وسطی بنفش توسط اسقف‌ها و استادان دانشگاه پوشیده می‌شد و غالباً در هنر به‌عنوان رنگ لباس‌های مریم باکره مورد استفاده قرار می‌گرفت. در هندوئیسم و بودیسم بنفش با چاکره تاج همراه است.[۶] براساس بررسی‌های انجام شده در اروپا و ایالات متحده، بنفش رنگی است که اغلب مردم با برونگرایی و فردگرایی، غیرمتعارف، مصنوعی و ابهام در ارتباط می‌دانند.

## رنگدانه بنفش
در دهه ۵۰، خانواده جدیدی از رنگدانه‌های آلی مصنوعی بنفش بنام کیناکریدون وارد بازار شدند. در ابتدا در سال ۱۸۹۶ کشف شده بود، اما تا سال ۱۹۳۶ ساخته نشده بودند و تا دهه ۱۹۵۰ تولید نمی‌شدند. رنگ‌های این گروه از رنگ قرمز عمیق تا بنفش رنگ متغیر بوده و فرمول مولکولی C20H12N2O2 را دارند. آنها در برابر نور خورشید و شستشو مقاومت زیادی دارند و در رنگ‌های روغنی، رنگ‌های آبی و آکریلیک‌ها و همچنین در پوشش‌های اتومبیل و سایر روکش‌های صنعتی مورد استفاده قرار می‌گیرند.

## تاریخچه
بنفش یکی از قدیمی‌ترین رنگ‌هایی است که انسان مورد استفاده قرار داده است. اثری از بنفش بسیار تیره، ساخته شده توسط سنگ منگنز معدنی، مخلوط با آب یا چربی حیوانات و سپس بر روی دیواره غار برشته شده، در هنر غار ماقبل تاریخ در Pech Merle، در فرانسه یافت می‌شود که قدمت آن در حدود بیست و پنج هزار سال است. همچنین در غار Altamira و Lascaux یافت شده است.[۱] گاهی اوقات به عنوان جایگزینی برای زغال سیاه استفاده می‌شد. چوب منگنز، که برای نقاشی استفاده می‌شود، در مکان‌هایی که انسان نئاندرتال در فرانسه و فلسطین می‌زیسته، یافت شده است. از میان ابزارهای سنگ‌زنی در سایت‌های مختلف، به نظر می‌رسد که از این رنگ برای رنگ‌آمیزی بدن و تزئین پوست حیوانات نیز استفاده شده است.
اخیراً، نخستین تاریخ‌های نقاشی غارها به دورتر از ۳۵۰۰۰ سال قبل بازمی‌گردد. نقاشی‌های دستی روی دیوارهای سنگی در استرالیا حتی قدیمی‌تر هستند و قدمت آن‌ها به ۵۰۰۰۰ سال می‌رسد.
انواع توت‌ها از جنس تمشک مانند تمشک‌سیاه منبع مشترک رنگ‌ها در دوران باستان بودند. مصریان باستان با ترکیب آب میوه توت با انگورهای خرد شده سبز، نوعی رنگ بنفش ایجاد می‌کردند. مورخ رومی، پلینیس پیر گزارش داده است که مردمان سرزمین گل برای رنگ‌آمیزی لباس برده‌ها از رنگ بنفش ساخته شده از زغال‌اخته استفاده کرده‌اند. این رنگ‌ها یک بنفش رضایت‌بخش ایجاد می‌کردند، اما در نور آفتاب و هنگام شستشو به سرعت کم رنگ می‌شدند. [۲]

### در پرچم کشورها
تهیه و تولید رنگ بنفش به شکل سنتی سخت و هزینه‌بر بود و بهایی تقریباً برابر با طلا به آن می‌داد. به همین دلیل این رنگ با تجمل و سلطنت گره خورده بود. گرانبها بودن رنگ بنفش باعث شد تا در میان پرچم‌های کشورهای دنیا کمتر رنگ بنفش به کار برود و در حال حاضر تنها در دو پرچم، پرچم دومینیکا و پرچم نیکاراگوئه رنگ بنفش دیده می‌شود.
شاهنشاهی ساسانی نیز پرچمی از رنگ بنفش داشت.

## در فرهنگ عامه

### محبوبیت بنفش
در اروپا و آمریکا، بنفش یک رنگ محبوب نیست؛ در یک نظرسنجی اروپایی، تنها سه درصد از زنان و مردان آن را به عنوان رنگ مورد علاقه خود قرار داده و آن را در پس زمینه‌های آبی، سبز، قرمز، سیاه و زرد (به این ترتیب) قرار داده و با نارنجی گره خورده‌اند. ده درصد از پاسخ دهندگان آن را در انتهای فهرست رنگ‌های مورد علاقه خود قرار دادند. فقط قهوه‌ای، صورتی و خاکستری از محبوبیت کمتری برخوردار بودند.

## در طبیعت

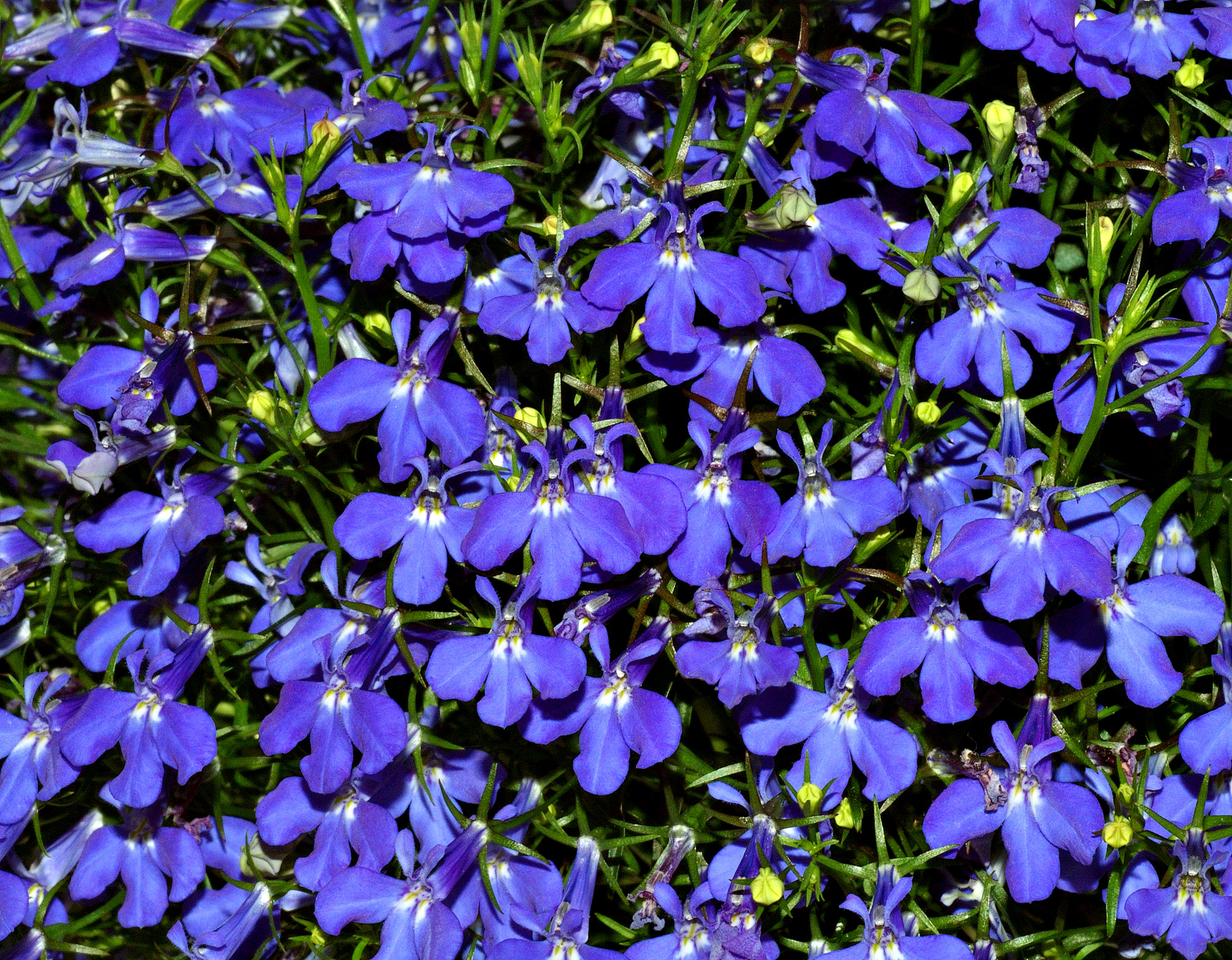
Lobelia
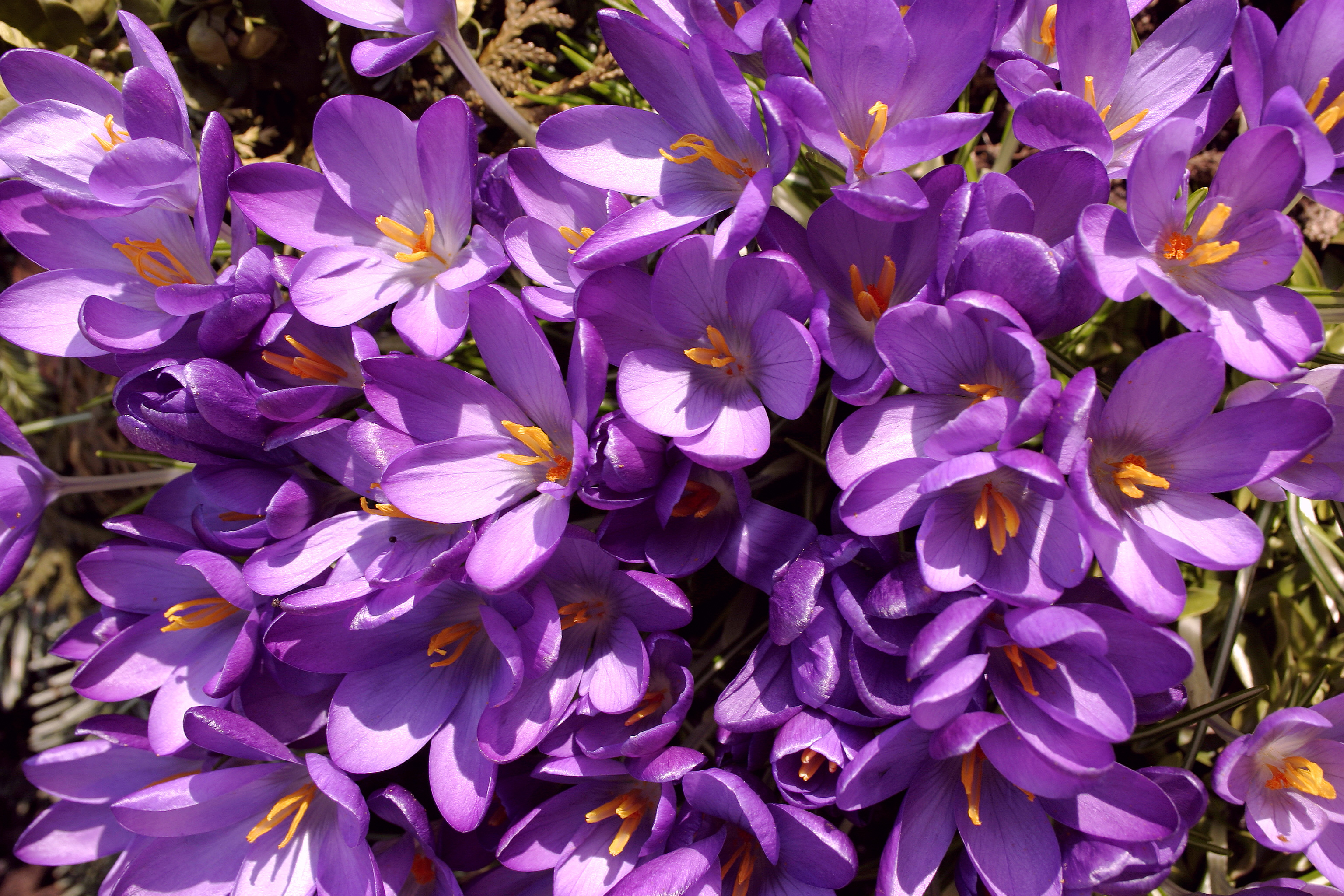
Crocus flowers.
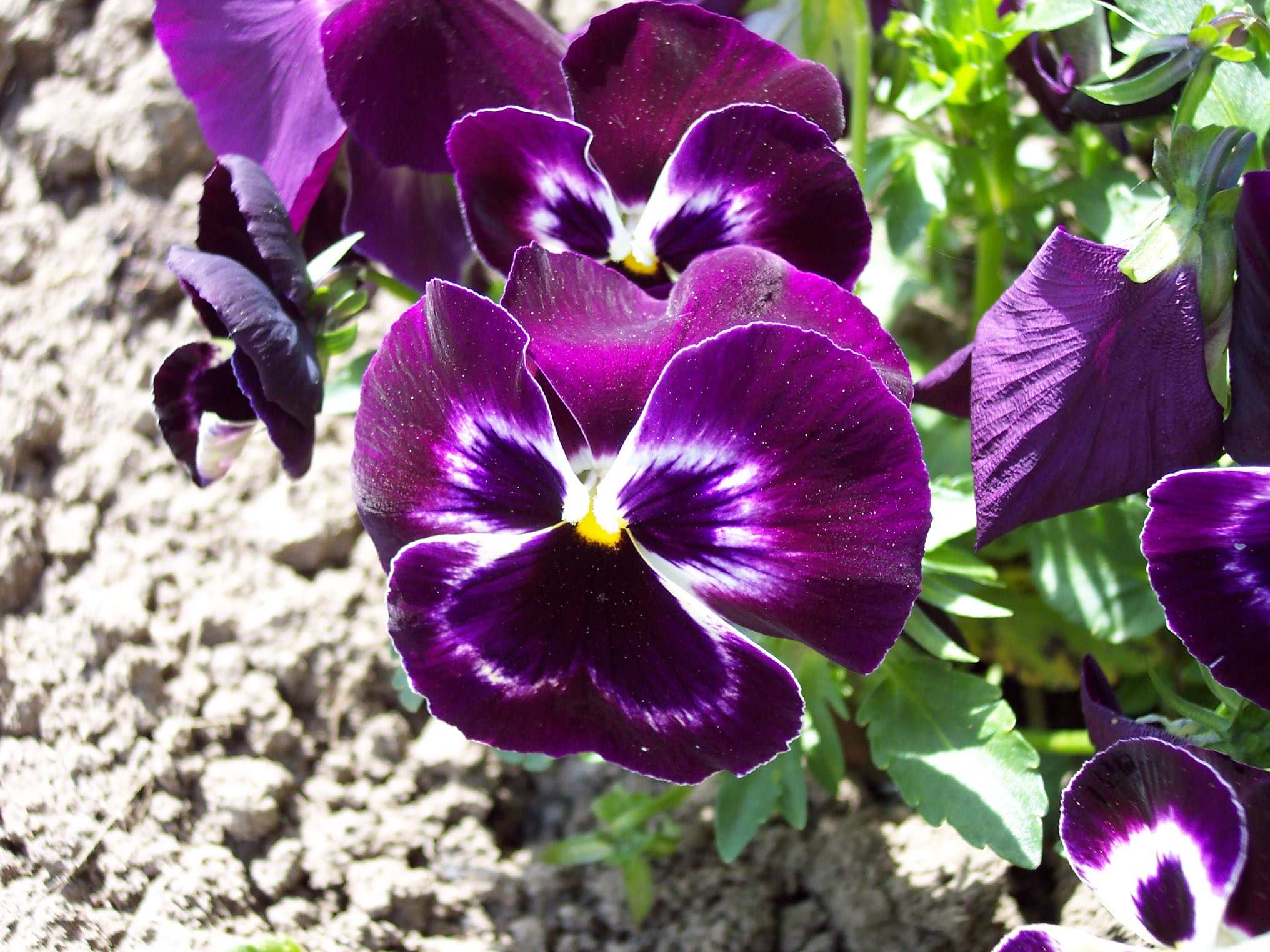
Pansy flowers.
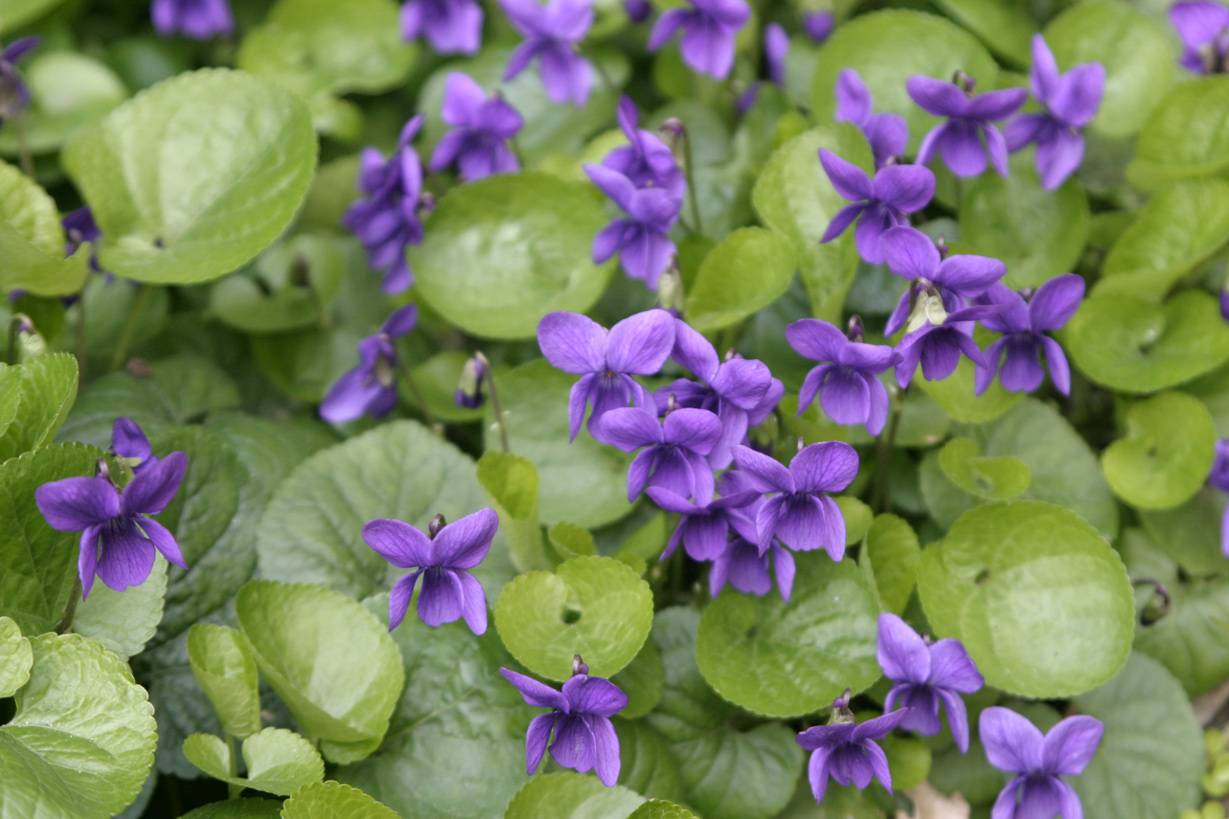
Sweet violet  flowers.
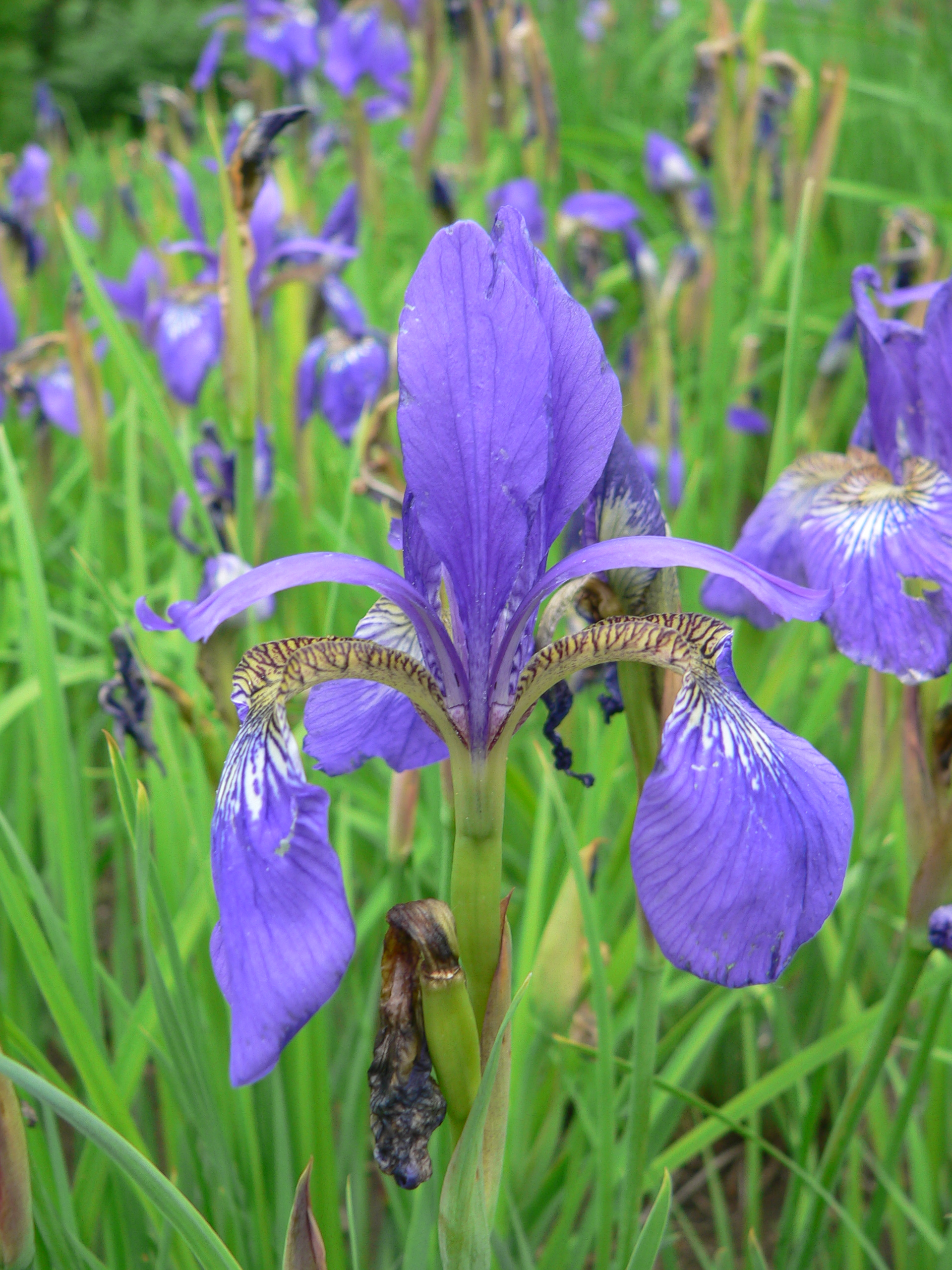
The iris flower takes its name from the Greek word for rainbow.
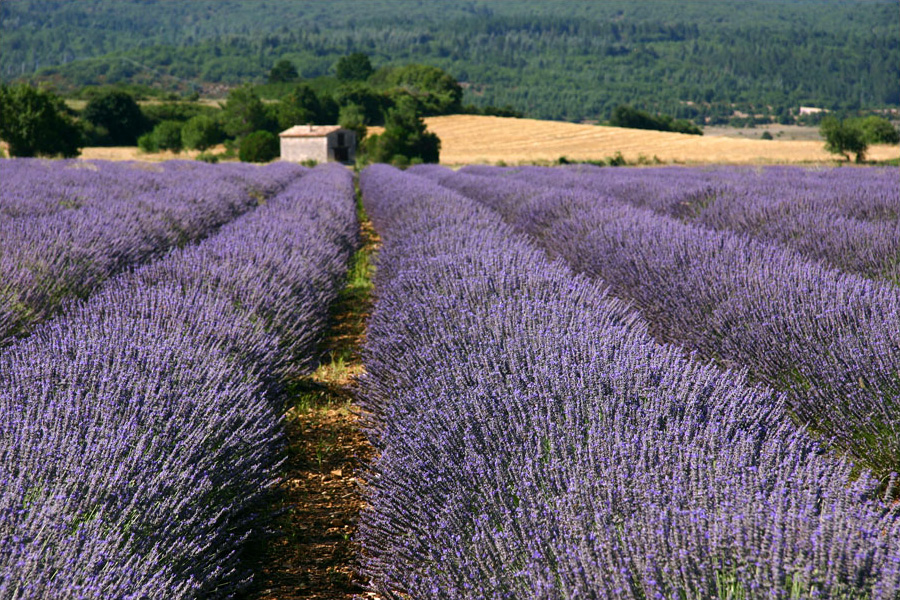
Lavender fields in the Vaucluse, in Provence, France
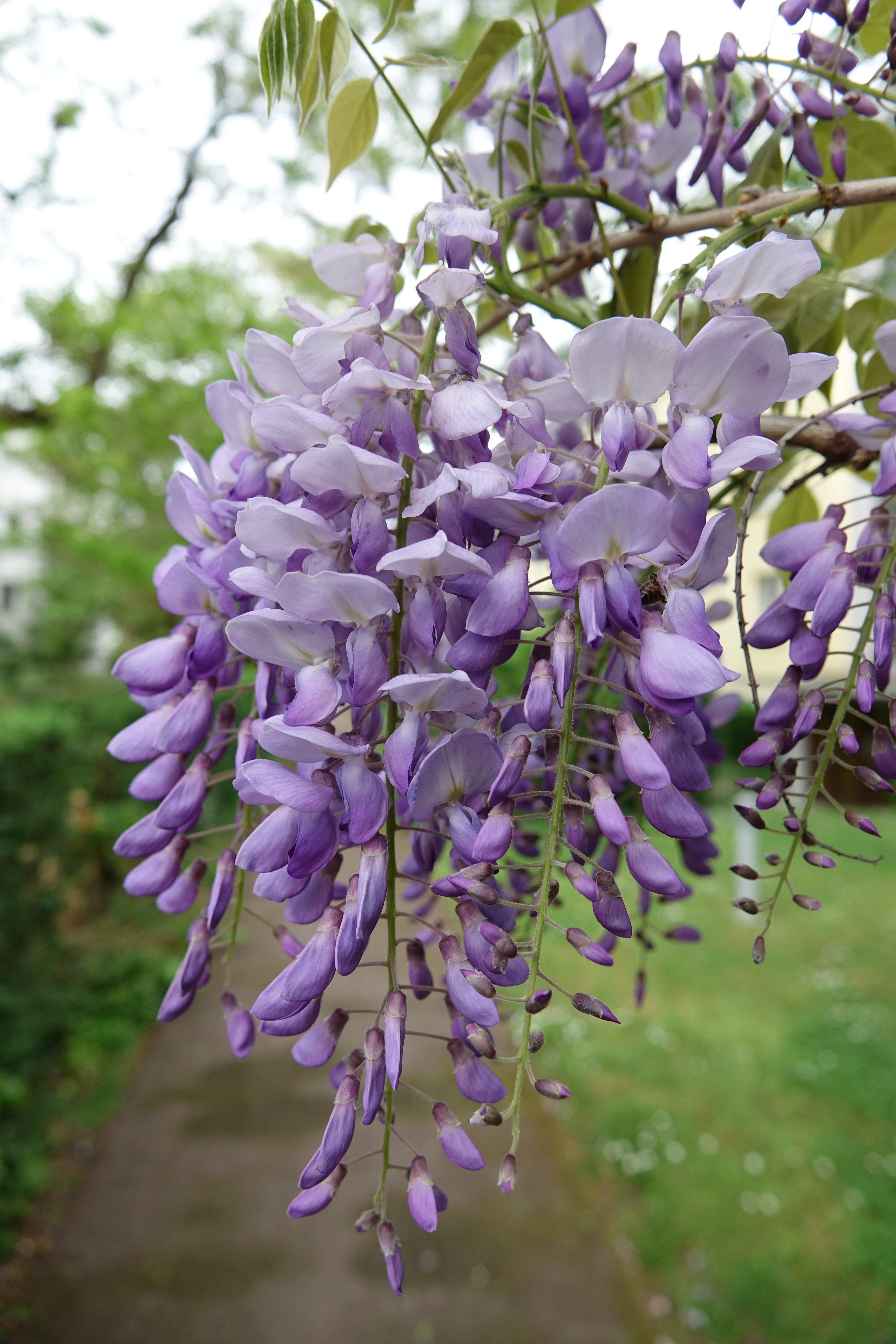
Wisteria blooms are a light violet color.
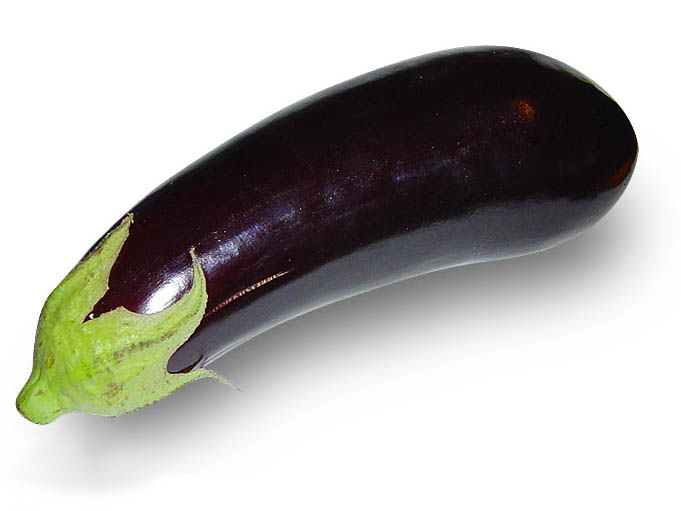
An eggplant.

## نگارخانه

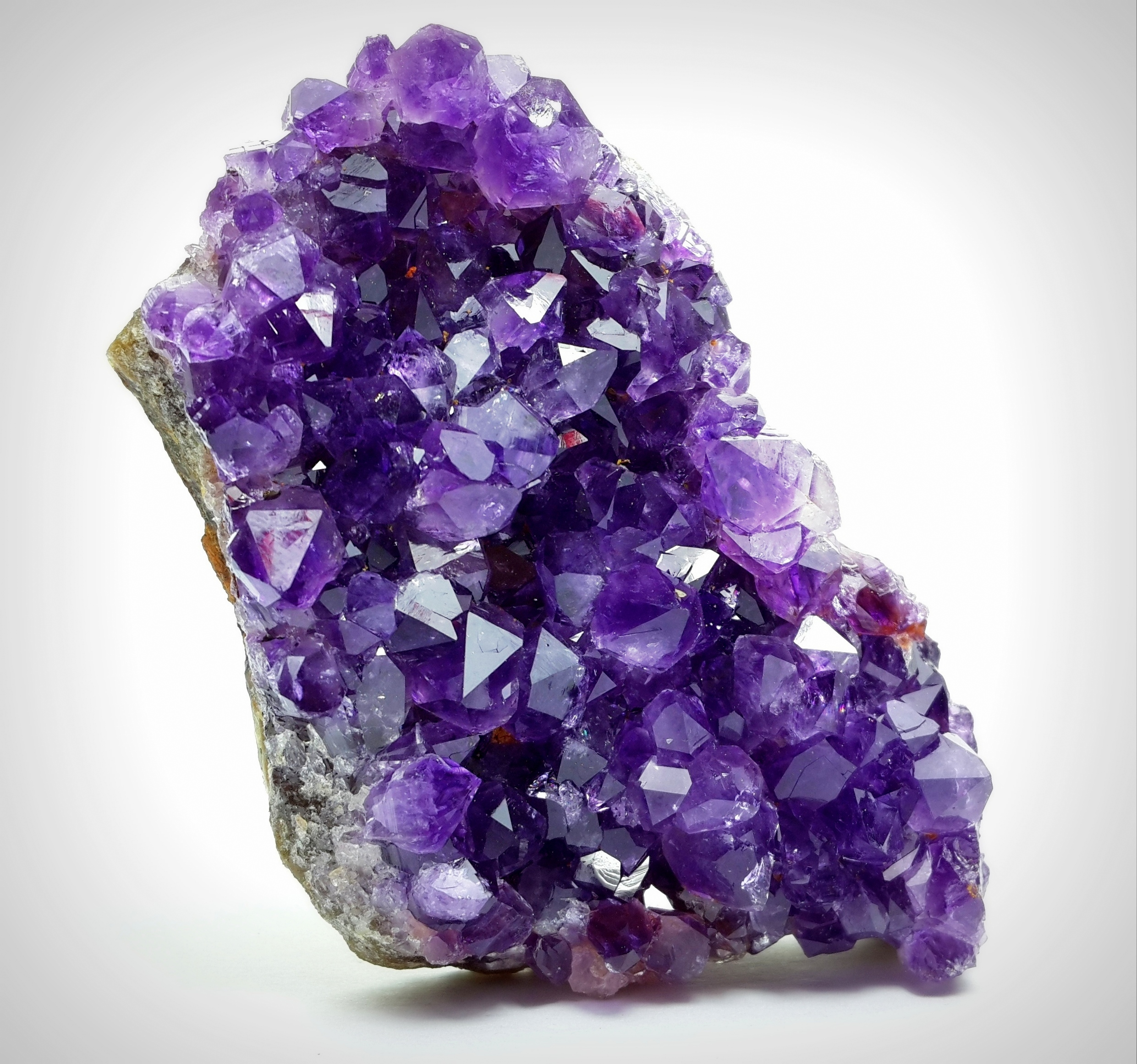
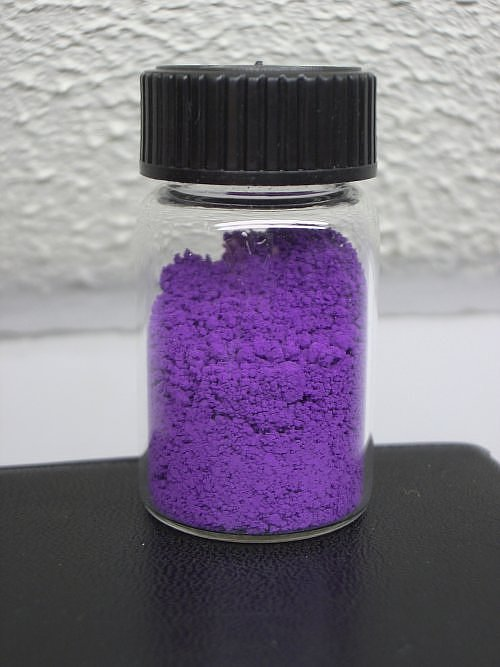